# Airi Mikkelä

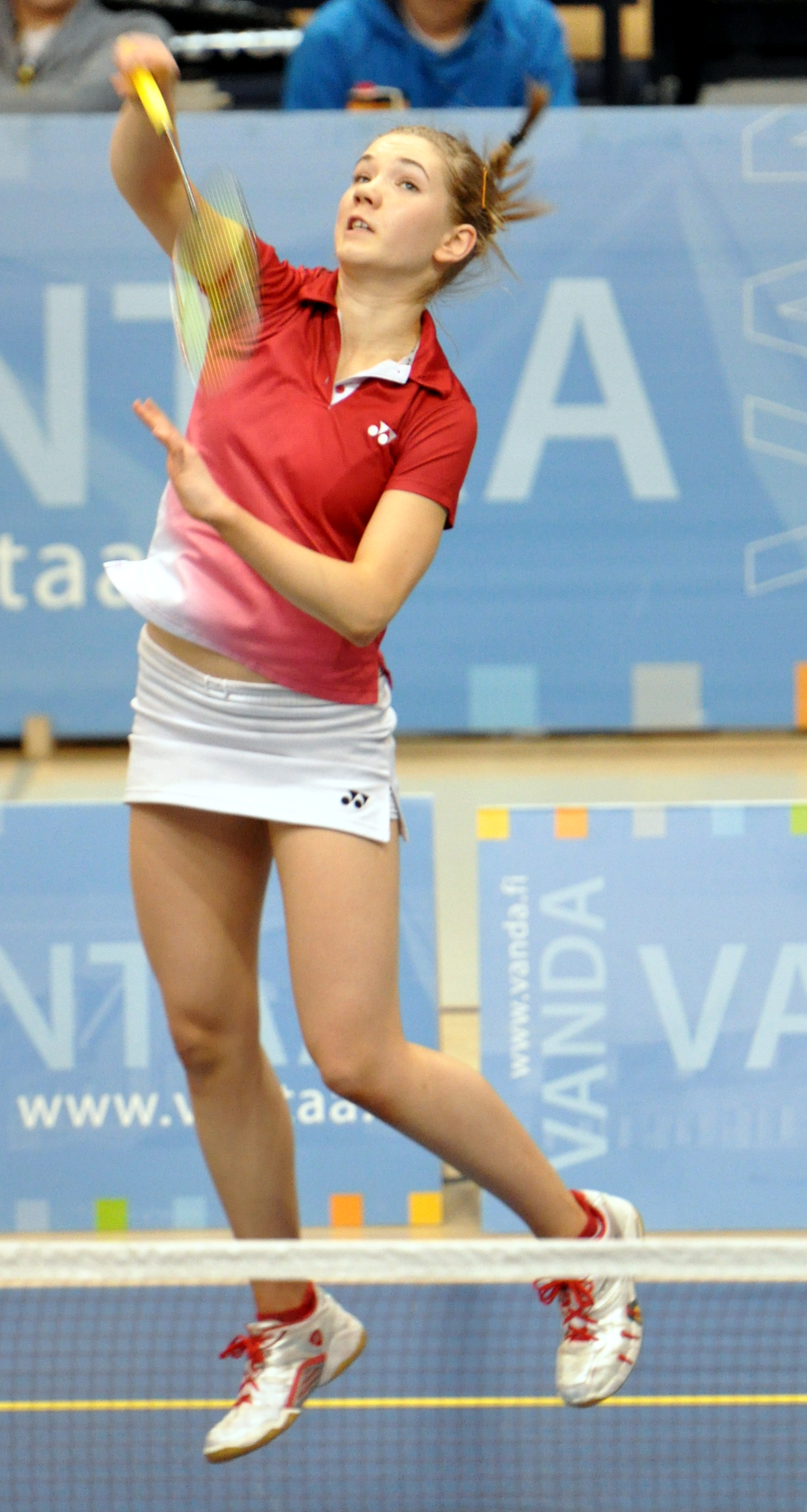
Airi Mikkelä

Airi Hanna Inkeri Mikkelä (* 5. April 1993 in Vantaa, verheiratete Airi Bäck) ist eine finnische Badmintonspielerin. 

## Karriere
Airi Mikkelä wurde 2012 erstmals nationale Meisterin in Finnland. Ein weiterer Titelgewinn folgte 2014. 2010 nahm sie an den Olympischen Jugend-Sommerspielen teil, 2011 an den Badminton-Juniorenweltmeisterschaften sowie 2012 und 2014 an den Badminton-Europameisterschaften. 2012 siegte sie bei den Helsinki Open, 2014 bei den Iceland International.